# Sint-Truiden
Sint-Truiden (tiếng Pháp: Saint-Trond) là một thành phố và đô thị toạ lạc ở tỉnh Limburg, vùng Flemish, Bỉ, gần các thị xã Hasselt và Tongeren. Đô thị này gồm các đô thị cũ Aalst, Brustem, Duras, Engelmanshoven, Gelinden, Gorsem, Groot-Gelmen, Halmaal, Kerkom-bij-Sint-Truiden, Ordingen, Runkelen, nội ô Sint-Truiden, Velm, Wilderen, và Zepperen.

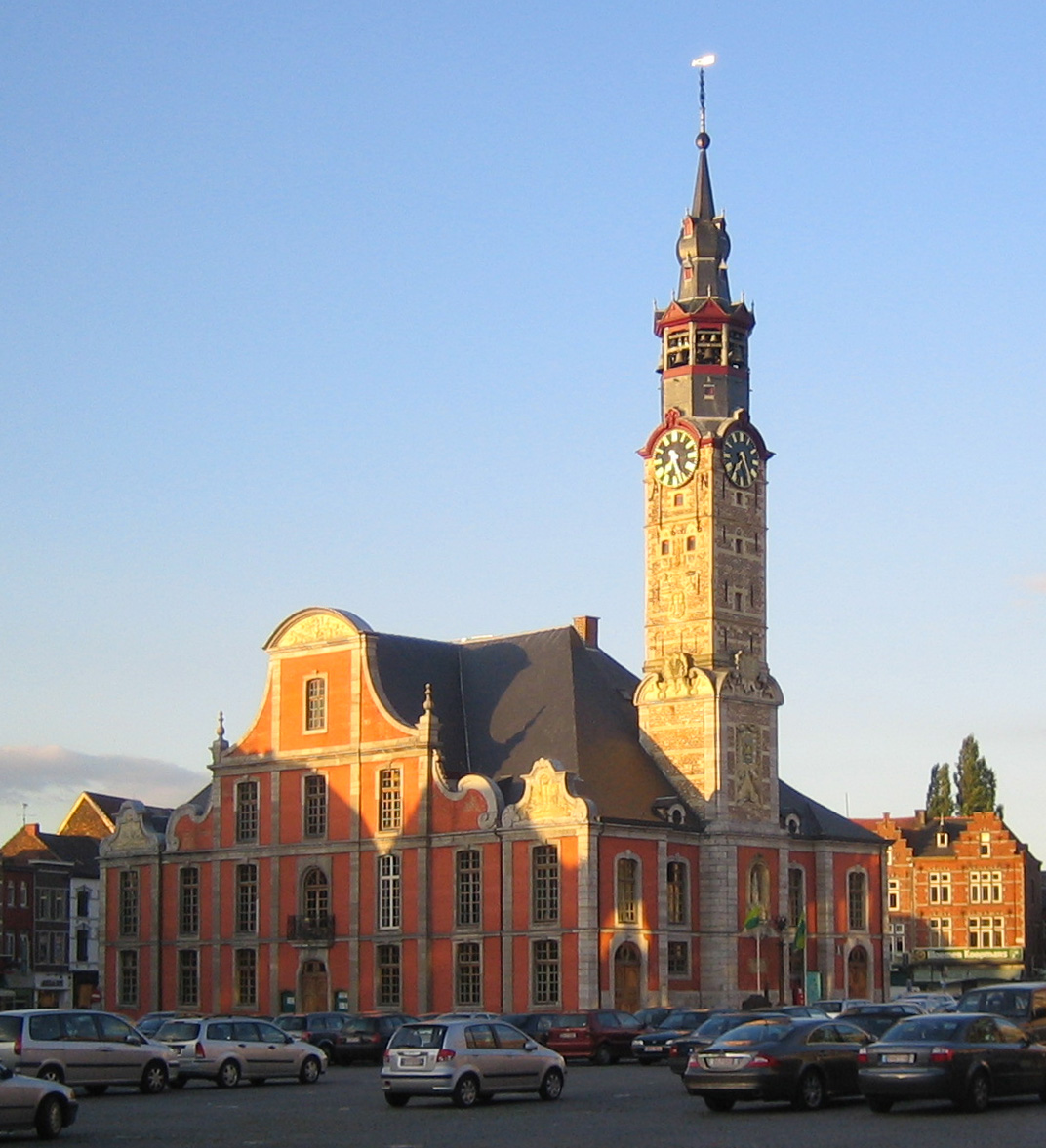
Toà thị chính Sint-Truiden

Trung tâm lịch sử Sint-Truiden có toà thị chính (Stadhuis), với tháp được liệt kê vào di sản thế giới UNESCO năm 1999.

## Cư dân nổi tiếng
- Christina the Astonishing (1150-1224)
- Denis the Carthusian, nhà thần học (1402-1471)
- Barthélémy de Theux de Meylandt, nhà chính trị cựu thủ tướng Bỉ, sinh ở Sint-Truiden (1794-1874)
- Désiré Collen (sinh năm Sint-Truiden, 21 tháng 6 năm 1943), nhà vật lý và hoá học.
- Danny Boffin, cầu thủ bóng đá (sinh năm 1965)